# Артур З'ахіді Нгома
Артур З'ахіді Нгома (фр. Arthur Z'ahidi Ngoma; 18 вересня 1947, Альбервіль, Бельгійське Конго (тепер Калима, провінція Манієма, Демократична Республіка Конго) — 5 жовтня 2016, Париж) — конголезький політичний і державний діяч, віце-президент перехідного уряду Демократичної Республіки Конго (17 липня 2003 — грудень 2006), юрист, педагог, співробітник ЮНЕСКО і засновник політичної партії «Сила майбутнього» («Forces du Futur») (1994). Доктор права.

## Біографія
Навчався в університеті Лованіум (нинішній Університет Кіншаси). Брав участь у студентських демонстраціях. У 1969 році був заарештований. Втік до Франції, де відновив навчання, одружився з француженкою. Отримав диплом юриста в Орлеанському університеті, а потім і докторську ступінь по праву в Паризькому університеті 1 (Пантеон-Сорбонна).
Працював викладачем університету, чиновником комітету з питань освіти, науки і культури Організації Об'єднаних Націй.
Після приходу в 1997 році до влади Лорана-Дезіре Кабіли, став видатним діячем опозиції, виступав проти присутності іноземних армій на конголезькій землі. У тому ж році в листопаді владою був заарештований і поміщений у в'язницю. Після невдалої спроби втечі Артур З'ахіді Нгома був спійманий і засуджений до одного року позбавлення волі умовно, хоча прокурор вимагав смертної кари.
ЮНЕСКО безуспішно спробувало домогтися його медичної евакуації за станом здоров'я. Потім, до звільнення свого колишнього співробітника призупинило свою діяльність в Демократичній Республіці Конго. Зі свого боку, Європейський Союз висловив серйозну заклопотаність. Конголезька влада, поступилася тиску і дозволила Артуру З'ахіді Нгоме в травні 1998 року виїхати до Франції, для отримання медичної допомоги, необхідної у зв'язку з тривожним погіршенням його здоров'я.
Перебуваючи на засланні, очолив Повстанське угруповання «Конголезьке об'єднання за демократію», спрямоване на повалення президента Лорана-Дезіре Кабіли. У 1999 році після глибоких розбіжностей з деякими з його колег по повстанському руху, яке не відповідало його уявленням про політичну боротьбу, залишив її ряди.
У квітні 2002 року повернувся на батьківщину і створив Конголезьку опозиційну групу, коаліцію, що складається приблизно з п'ятнадцяти формувань. Виступав за діалог всередині конголезького політичного класу для визначення загальних пріоритетів, пов'язаних з проблемами розвитку, які країна була покликана вирішувати.
У 2003 році після переговорів у Преторії став одним з чотирьох віце-президентів Демократичної Республіки Конго (разом з Азаріасом Рубервою, Абдулайєм Еродіа Ндомбасі і Жаном-П'єром Бемба).
У 2006 році балотувався в президенти Конго як кандидат від партії «Сила майбутнього», отримавши 0,34 % голосів.
У свідоцтві його смерті вказана причина «обширний інсульт», хоча південноафриканські лікарі раніше виявили в його тілі сліди сильної отрути. Помер у Парижі.